# Ion Ioniță (arheolog)
Ion Ioniță (n. 8 ianuarie 1936, Pogorăști, com. Răuseni, jud. Botoșani) este un arheolog și membru al Societății de Științe Istorice din România.

## Studii
A urmat cursurile Liceului Pedagogic din Iași, după terminarea căruia, în anul 1954, a fost înmatriculat la Facultatea de Istorie și Filologie a prestigioasei Universități „Al.I. Cuza” din Iași până în anul 1958. A studiat la Saarbrucken (Republica Federală Germania) între anii 1969-1970.

## Viața și activitatea
A fost cercetător principal la Institutul de Istorie și Arheologie ,,A.D. Xenopol” începând cu anul 1958. A studiat populațiile din secolele II-IV de pe teritoriul Daciei (carpi, sarmați și goți). A făcut săpături la Băiceni, Miorcani și Văleni. A avut contribuții în problema culturii Sîntana-Cerneahov. A aplicat metode matematice la analiza unor descoperiri din cadrul acestei culturi.

## Publicații
- Istoria Românilor, vol. II (Daco-romani, romanici, alogeni), ediția a II-a, revăzută și adăugită, Ed. Enciclopedică (București 2010). Autor al următoarelor capitole: Dacii liberi. Cadrul general; Dacii liberi din Muntenia; Dacii liberi din Moldova; Relațiile dacilor liberi cu romanii, sarmații și cu germanii; Populația locală în secolul al IV-lea în regiunile extracarpatice; Sarmații; Goții, 433-469, 481-495, 741-761, 787-817, 876-879, 884-889;
- Antichitatea târzie în bazinul Prutului. Catalog, Ed. Sfera (Bârlad 2009) (în colab. cu M. Mamalaucă și V. Vornic).[4]

## Articole
- Necropola dacilor liberi de la Siliștea (com. Iana, jud. Vaslui). Acta Musei Tutovensis  VI, 2011, 35-47;
- Un cuptor de olărie din secolul al IV-lea d.Hr. descoperit la Siliștea (com. Iana, jud. Vaslui). Acta Musei Tutovensis V, 2010, 191-206;
- Necropola din secolul al IV-lea d.Hr. de la Rânzești (com. Fălciu, jud. Vaslui). Acta Musei Tutovensis, II, 2007, 63-69;
- Vase de sticlă romane la dacii liberi (secolele II-III p.Chr.). Istros 10, 2000, 325-361;
- Continuitate dacică, migratori și romanizare în spațiul carpato-nistrian în prima jumătate a mileniului I e.n. În: Petrencu A. (red.), Probleme actuale ale istoriei naționale și universale. Culegere de studii și materiale (Chișinău 1992), 88-98;
- Importante descoperiri arheologice din perioada de formare a poporului român în așezarea de la Iași-Nicolina. Arheologia Moldovei 10, 1985, 30-49;
- Asezarea de tip Sîntana de Mureș-Cerneahov de la Iași-Fabrica de Cărămizi, în Arheologia Moldovei, VII (1972), 267-306;
- Das Gräberfeld von Independența (Walachei). Zur relativen Chronologie und zu den Bestattungs-Beigaben und Trachtsitten eines Gräberfeldes der Sîntana de Mures-Cernyachovkultur, în „Saarbrücker Beiträge zur Altertumskunde", IX, Bonn, 1971;
- Necropola daco-carpică de la Dumitreștii Gălății (j. Iași), în Arheologia Moldovei, VI (1969), 123-135;
- Contribuții cu privire la cultura Santana de Mures-Cerneahov pe teritoriul R. S. România, în Arheologia Moldovei, IV (1966), 189-259.[5]